# Ophryops pseudofuscicollis
Ophryops pseudofuscicollis är en skalbaggsart som beskrevs av Lu och Wang 2005. Ophryops pseudofuscicollis ingår i släktet Ophryops och familjen långhorningar. Inga underarter finns listade i Catalogue of Life.